# Igrane
Igrane jsou vesnice a turistické letovisko v chorvatské části Dalmácie, ležící 19 km jihovýchodně od Makarské. Žije v nich 480 obyvatel. Administrativně náleží pod opčinu města Podgora ve Splitsko-dalmatské župě.
Na nejvyšším bodě obce stojí opevněná věž (kula) Zale postavená v 17. století na obranu před Turky. Dominantou obce je zvonice barokního kostela Panny Marie od Ružarija. Lidé zde žijí z turismu a z prodeje oliv, které rostou na stupňovitých, i velice starých, terasách kolem celé osady. Kromě oliv se zde pěstují i fíky, citrony a další plodiny.
Nad vesnicí uprostřed olivových hájů stojí kostel sv. Michala (Sveti Mihovil) z 11. století. V blízkosti malého přístavu bylo roku 1760 vybudováno barokní letní sídlo Šimić-Ivanišević. Sarkofágy nalezené na hřbitově svědčí o existenci osady i v římské době, navíc se v katastru osady, na svahu jižně od Jadranské magistrály, nachází zachovalý most přes potok, z období Římská říše, o němž informuje turistická informační tabule v intravilánu osady. Jméno Igrane je poprvé zmiňováno roku 1466.
Přímo v přístavu stojí budova Uljarská zadruga, tedy olejářského družstva. V něm spojili tehdejší obyvatelé své síly, aby udrželi upadající olejářský průmysl.